# Helene Rask
Pour les articles homonymes, voir Rask.
Anne Helene Rask Arnesen, plus connue sous le nom d'Helene Rask est un mannequin norvégienne originaire de Nesodden. Elle est née le 11 novembre 1980 et a commencé sa carrière de mannequin à l'âge de 17 ans.
Elle est notamment célèbre pour ses diverses apparitions dans des publications comme FHM, Vi Menn, Henne, Se & Hør ou bien encore Her & Nå. Sa participation à la version norvégienne de l'émission Fear Factor (en), diffusée sur TV3, avait fait grand bruit puisqu'elle avait frôlée la mort par noyade. Elle travaille pour Gatebil Magazine, tenant une rubrique où elle répond aux questions des lecteurs et dans lequel elle pose également. Aussi, elle possède sa propre agence de mannequinat, Rask Models.
Helene Rask a également poussé la chansonnette en sortant divers singles, dont une reprise du titre Venus (rendu populaire entre autres par le groupe Bananarama) qui fut utilisée pour les spots de la gamme féminine de la marque de rasoirs Gilette et distribuée par une maison de disques norvégienne, Best of Music.